# Gisèle Pelicot
Gisèle Pelicot (n. 7 decembrie 1952, Villingen⁠(d), Republica Federală Germania) este o femeie franceză, cunoscută pentru faptul că fost victima violurilor de la Mazan. Între 2011 și 2020, soțul ei de atunci, Dominique Pelicot, o droga și o viola⁠(d) în secret, invitând totodată cel puțin 83 de bărbați, majoritatea contactați prin intermediul unui site francez nesupravegheat, să o violeze în timp ce aceasta era inconștientă. Gisèle a aflat despre abuzuri abia în 2020, când Dominique a fost arestat pentru că fotografia femei sub fustă⁠(d) într-un supermarket local și o percheziție a echipamentului său informatic a dezvăluit imagini cu ea fiind violată.
Când Dominique și alți cincizeci de bărbați au fost judecați pentru viol agravat⁠(d), tentativă de viol și agresiune sexuală la Avignon în 2024, Gisèle a renunțat la dreptul de a păstra anonimatul și de a avea un proces închis. Procesul a atras atenția mass-media din întreaga lume, iar hotărârea Gisèlei de a vorbi în numele tuturor victimelor agresiunilor sexuale i-a adus un sprijin și o admirație largă. Ea a devenit un simbol al feminismului și a fost inclusă în lista celor 100 de femei ale anului 2024 de către BBC și în lista celor 25 de femei cele mai influente ale anului din Financial Times.
În decembrie 2024, 50 dintre cei 51 de bărbați judecați, inclusiv Dominique, fostul ei soț, au fost condamnați pentru viol, tentativă de viol și agresiune sexuală asupra Gisèlei. Al 51-lea bărbat, care nu fusese acuzat de violul Gisèlei, a fost condamnat pentru violarea propriei sale soții. Dominique a primit pedeapsa maximă de 20 de ani, în timp ce ceilalți bărbați condamnați au primit pedepse de la 3 la 15 ani.

## Context
Născută la 7 decembrie 1952 în orașul Villingen din partea de sud a Germaniei de Vest, Gisèle Pelicot este fiica unui soldat francez. A ajuns în Franța la vârsta de cinci ani, iar mama ei a murit de cancer când avea nouă ani. În 1971, l-a întâlnit pe viitorul ei soț, Dominique Pelicot. S-au căsătorit în aprilie 1973 și s-au stabilit în suburbia pariziană Villiers-sur-Marne. Un fiu, David, și o fiică, Caroline, s-au născut în primii ani ai căsniciei; aceștia au fost urmați de Florian, născut în 1986.
Gisèle a avut o carieră în administrație la compania națională de electricitate. Dominique a lucrat ca electrician și agent imobiliar⁠(d) și a înființat mai multe afaceri care, în final, au eșuat. Gisèle a avut o aventură de trei ani cu un coleg la mijlocul anilor 1980. Când Dominique a descoperit aventura, s-a mutat cu o altă femeie pentru câteva luni înainte ca cei doi să se împace și să-și reia viața împreună. După arestarea sa din 2020, Dominique a fost legat de atacuri asupra femeilor din anii 1990. El a recunoscut un atac asupra unei tinere agente imobiliare în 1999, dar a negat violul și uciderea alteia în 1991. În 2001, cuplul a divorțat din motive financiare. Ei au continuat să trăiască împreună și s-au recăsătorit în 2007. În 2010, Dominique a fost surprins făcând upskirting femeilor într-un supermarket din apropiere de Paris și a acceptat o amendă de 100 de euro pentru a evita un proces în instanță. Gisèle nu a aflat despre acest incident. 
La pensionare, în 2013, soții Pelicot s-au mutat la Mazan, în sud-estul Franței, închiriind o casă cu grădină și piscină.  Gisèle s-a alăturat unui cor, în timp ce soțul ei s-a înscris la clubul de tenis și a făcut mult ciclism. În vacanțele de vară, erau vizitați de copii și nepoți.

## Abuz și descoperire
În timp ce cuplul locuia încă în zona Parisului, Gisèle a primit prescripție pentru Temesta (lorazepam), o benzodiazepină. Dominique a profitat de starea ei pentru a o viola în timp ce dormea. A început să adauge somnifere obținute de la propriul său medic în mâncarea și băuturile ei pentru a o face inconștientă.
După ce s-a mutat la Mazan, Dominique a început să invite bărbați contactați pe internet să o violeze pe Gisèle în timp ce era drogată. Gisèle suferea de pierderi de memorie din cauza drogurilor; se îngrijora că ar putea avea boala Alzheimer sau o tumoare pe creier, dar testele au ieșit negative. Avea suspiciuni, și, într-o ocazie, l-a întrebat pe soțul ei dacă o droghează, dar a acceptat negarea acestuia și nu a realizat că era drogată și violată.
După ce soțul ei a fost arestat pentru că upskirtingul⁠(d) femeilor într-un supermarket local, în septembrie 2020, poliția a descoperit imagini cu o Gisèle inconștientă, violată de soțul ei și de cel puțin alți 83 de bărbați pe echipamentele electronice confiscate de la casa cuplului. Gisèle și-a amintit ziua, 2 noiembrie 2020, când a fost chemată la secția de poliție și i s-au arătat videoclipuri cu abuzul ei: „Totul s-a prăbușit, tot ce am construit timp de 50 de ani.” Dominique a fost arestat preventiv. Între arestarea sa din septembrie și data în care a fost reținut pe 2 noiembrie, Dominique a continuat să invite bărbați să o violeze pe Gisèle.  Gisèle a părăsit locuința familiei și a inițiat procedura de divorț; nu l-a mai văzut pe fostul soț până la procesul său din septembrie 2024. Divorțul a fost finalizat chiar înainte de proces.

## Proces
Procesul lui Dominique și al altor 50 de bărbați identificați din imaginile de pe computer a început în Avignon în septembrie 2024. În calitate de victimă a violului, Gisèle avea dreptul la anonimat⁠(d) și la un proces cu ușile închise, dar a renunțat la anonimat și a insistat pentru un proces public⁠(d) pentru a atrage atenția asupra agresiunii sexuale facilitate de droguri⁠(d) (submisie chimică) și pentru a încuraja alte victime ale infracțiunilor sexuale⁠(d) să vorbească. Ea a contestat cu succes decizia inițială a judecătorului de a exclude publicul din instanță atunci când au fost afișate videoclipuri cu ea fiind violată. „Rușinea este a lor”, a spus ea, referindu-se la bărbații acuzați că au violat-o. "Am noroc că am dovezile. Am dovada, ceea ce este foarte rar. Așa că, trebuie să trec prin [toate acestea] pentru a reprezenta toate victimele", a spus ea despre videoclipuri. Când a fost descrisă ca fiind curajoasă, ea a spus: „Eu spun că nu este curaj, ci voință și hotărâre de a schimba societatea”.
La 19 decembrie 2024, Dominique a fost condamnat pentru viol agravat⁠(d) și a primit pedeapsa maximă de 20 de ani de închisoare. Dintre ceilalți 50 de co-inculpați, 49 au fost găsiți vinovați de viol agravat, tentativă de viol sau agresiune sexuală împotriva Gisèlei și au fost condamnați la pedepse cu închisoarea de între 3 și 15 ani. Un bărbat a fost găsit vinovat de faptul că a drogat și violat-o pe propria sa soție împreună cu Dominique, dar nu a fost acuzat de vreo infracțiune comisă împotriva Gisèlei.

Vorbind pe 19 decembrie, după proces, Gisèle a declarat:
„Am vrut, când am început pe 2 septembrie, să mă asigur că societatea poate vedea cu adevărat ce se întâmplă și nu am regretat niciodată această decizie. Acum am încredere în capacitatea noastră colectivă de a construi un viitor în care toată lumea, femei, bărbați, poate trăi împreună în armonie, respect și înțelegere reciprocă.”

## Recunoaștere
Decizia lui Gisèle de a renunța la anonimat și de a permite ca procesul său să fie public, precum și demnitatea de care a dat dovadă pe durata acestuia, i-au adus un sprijin public larg. Ea părăsea zilnic tribunalul în aplauzele celor adunați afară, imaginea ei a apărut în arta stradală⁠(d), iar sloganuri de susținere au fost lipite pe zidurile din jurul tribunalului.
Gisèle a fost inclusă pe lista celor 100 de femei realizată de BBC în 2024 și a fost menționată drept una dintre cele 25 de femei cele mai influente ale anului 2024 de către Financial Times.
După verdict⁠(d), susținătorii i-au mulțumit lui Gisèle pentru curajul său și au celebrat sentința primită de fostul ei soț. Ea a fost apreciată de președintele Franței, Emmanuel Macron, pentru „demnitatea și curajul” său, și a fost lăudată pe platforma X de lideri străini, inclusiv cancelarul german Olaf Scholz și prim-ministrul spaniol Pedro Sánchez. Pe 20 decembrie, la o zi după verdicte, Gisèle a apărut pe primele pagini ale ziarelor din întreaga Europă. 